# Gianfranco Zola
Gianfranco Zola (Oliena, 5 luglio 1966) è un dirigente sportivo, allenatore di calcio ed ex calciatore italiano, di ruolo attaccante, vicepresidente della Lega Italiana Calcio Professionistico.
Leggenda del Chelsea, è considerato uno degli attaccanti italiani più forti della propria generazione. È stato inserito per due volte tra i candidati alla vittoria del Pallone d'oro, arrivando a ricoprire nel 1995 la sesta posizione. Nel 2004 è inoltre insignito dell'onorificenza di Ufficiale onorario dell'Ordine dell'Impero Britannico per i meriti sportivi conseguiti durante la sua permanenza nel club londinese mentre nel 2023 è stato inserito nella Hall of fame del calcio italiano. Il Cagliari allo stesso modo lo ha già inserito nella sua Hall of fame mentre i tifosi sardi lo hanno votato all'interno della Top 11 Rossoblù - I più forti di sempre, formazione comprendente i più forti giocatori che hanno mai indossato la maglia del club. Con 58 reti realizzate in Premier League, risulta inoltre essere il quarto calciatore italiano ad avere segnato più gol in uno dei quattro principali campionati europei all'infuori dell'Italia (ovvero Inghilterra, Francia, Germania e Spagna) alle spalle di Balotelli, Rossi e Di Canio.
Dopo gli inizi in Sardegna, Zola veste le maglie di Napoli, Parma e Chelsea, per poi tornare nell'isola e chiudere la carriera nel Cagliari. A livello internazionale è vincitore di una Coppa UEFA, di una Coppa delle Coppe e di due Supercoppe UEFA.
Con la nazionale italiana è vicecampione del mondo nel 1994 e partecipa all'Europeo del 1996. In totale vanta con la maglia degli Azzurri 10 reti in 35 presenze.

## Caratteristiche tecniche
Fantasista, di piede destro, capace di svolgere il ruolo di trequartista, seconda punta o anche quello di esterno (nel quale, tuttavia, non rende al meglio), si distingue per la sua abilità nel dribbling e nel fornire assist per i compagni. Dotato di grande tecnica, velocità, visione di gioco e fiuto del gol, si è anche reso celebre per le sue eccelse abilità balistiche sui calci piazzati: con 20 gol, è quinto tra i migliori realizzatori di calci di punizione nella storia della Serie A pur avendo giocato sette anni in Inghilterra.

## Carriera

### Giocatore

Zola (a sinistra) e Faustino Asprilla con la Supercoppa UEFA vinta dal Parma nel 1993

Zola solleva la Coppa UEFA vinta dal Parma nel 1995

#### Club

##### Gli inizi in Sardegna (1980-1989)

Zola alla Torres nella seconda metà degli anni 80

Inizia a giocare a calcio nella Corrasi di Oliena, per poi passare alla Nuorese (1984), dove viene impiegato nel ruolo di mezzapunta. Nel 1986 si trasferisce a Sassari per indossare la maglia numero 8 della Torres. Con la più longeva società della Sardegna disputa un campionato di Serie C2 e due campionati di Serie C1, tutti vissuti da protagonista, arrivando nel 1988-1989 a tre punti dalla promozione in Serie B. Nell'ultimo torneo in rossoblù segna 11 gol in 34 partite.

### Il passaggio al Napoli (1989-1993)
Notato in Serie C1 da Luciano Moggi, viene quindi acquistato dal Napoli per 2 miliardi di lire ed esordisce in Serie A nel 1989. In precedenza è stato scartato dal Cagliari per via del suo fisico minuto ed è stato vicino a un trasferimento all'Entella per 80 milioni. Zola, entusiasta del trasferimento, stringe ottimi rapporti con Diego Armando Maradona e Careca, che favoriscono la sua integrazione nel club partenopeo.
Nel suo primo ritiro col Napoli, data l'assenza di Maradona, inizia subito a dimostrare grandi qualità e, con l'assenza di Alemão e Careca, impegnati con il Brasile per la qualificazione ai mondiali di Italia '90, inizia a giocare da titolare nel campionato 1989-1990, contribuendo con due gol alla vittoria dello scudetto, l'unico della sua carriera: il primo gol viene segnato contro l'Atalanta ed il secondo contro il Genoa; in quest'ultima gara Zola segna in pieno recupero e permette al Napoli di vincere 2-1 e di mantenere inalterato il distacco di 2 punti sul Milan, diretta inseguitrice. Vince, poi, la Supercoppa italiana del 1990.
All'inizio della stagione 1990-1991, Zola sembra vicino al passaggio al Lecce, ma all'ultimo momento il club partenopeo decide di confermarlo in squadra. Alla fine di quella stagione, il 17 marzo 1991 (Napoli-Bari), eredita la maglia numero 10 di Maradona, che lascia il club proprio quell'anno. Maradona, prima di andarsene, consiglia alla dirigenza partenopea di puntare su Zola, ritenendolo il suo ideale sostituto. Nella stagione 1991-1992, il Napoli, guidato da Claudio Ranieri, termina il campionato al quarto posto; Zola disputa tutte le partite, realizzando complessivamente 12 reti. Dopo un'altra stagione, Zola conclude la sua esperienza a Napoli con 136 partite e 36 gol.

#### Il Parma e i successi in Europa (1993-1996)
Zola si trasferisce nel giugno 1993 al Parma per 13 miliardi di lire. Accusato dai tifosi partenopei di tradimento, il fantasista sardo risponde di essere stato praticamente costretto alla cessione dalla dirigenza a causa della situazione economica della squadra di Corrado Ferlaino: « è la società che deve fare cassa. Tant'è che oltre a me cedono Thern, Ferrara e Fonseca. Non ho tradito nessuno. Anche se hanno voluto farlo credere».
Con il Parma vince la Supercoppa UEFA 1993 e la Coppa UEFA 1994-1995, consacrandosi come uno dei giocatori più talentuosi in Italia e trascinando la squadra vicino alla conquista dello scudetto. Le ottime prestazioni gli valgono il 6º posto nella classifica finale del Pallone d'oro 1995.

Zola in maglia parmense nel campionato 1993-1994, accerchiato dalla retroguardia leccese

Dalla stagione 1995-1996 Zola trova sempre meno spazio in squadra a causa dell'arrivo di Hristo Stoichkov, che occupa la sua stessa posizione in campo, causando un dualismo tattico tra i due. Nel 1996 arriva sulla panchina del Parma il tecnico Carlo Ancelotti, che gioca con il modulo 4-4-2. Ancelotti posiziona Zola sulla fascia sinistra di centrocampo, lasciando l'attacco a Crespo e Chiesa. Stufo del ruolo sceltogli da Ancelotti, Zola decide di concludere la sua esperienza al Parma, con il quale disputa 149 gare e realizzato 64 gol.

#### Gli anni al Chelsea (1996-2003)
Nel 1996 passa alla squadra londinese del Chelsea per 12,5 miliardi di lire, dove trova un altro italiano, Gianluca Vialli. La sua esperienza in Inghilterra sarà di assoluto rilievo e gli varrà l'apprezzamento di stampa e tifosi – che lo ribattezzeranno Magic Box – in virtù delle sue prestazioni e della correttezza mostrata in campo e fuori.
Al termine della prima stagione inglese, conclusa con la vittoria della Coppa d'Inghilterra e durante la quale dimostra il suo talento, ottiene il riconoscimento di miglior giocatore del campionato.

Zola (a destra) al Chelsea nel 1999, alle prese con il laziale Verón in una sfida di UEFA Champions League

Nel 1998 Zola vince la Coppa di Lega Inglese, la Coppa delle Coppe e la Supercoppa UEFA. Proprio nella finale di Coppa delle Coppe contro lo Stoccarda, Zola è protagonista nonostante non parta nell'undici titolare. Entrato in campo al 70', Zola impiega solo 20 secondi a segnare il gol che vale la vittoria ai danni della formazione tedesca.
Nella stagione 1999-2000 il Chelsea di Zola disputa la Champions League, nella quale viene eliminato dal Barcellona ai quarti di finale. I Blues vincono nella stessa stagione la Coppa d'Inghilterra, battendo in finale l'Aston Villa per 1-0. Al termine di questa stagione, nonostante le insistenze del Napoli che spera nel suo possibile ritorno, Zola decide di rimanere in Inghilterra, dove torna ad essere allenato da Claudio Ranieri.
Nella stagione 2000-2001 realizza 9 reti, mentre nella successiva soltanto 3, ma si rende comunque protagonista contro il Norwich il 16 gennaio 2002 in una partita di Coppa d'Inghilterra: su un'azione di calcio d'angolo il pallone arriva verso Zola a mezz'altezza, che lascia scendere leggermente la palla e la colpisce col tacco destro, facendola passare sotto la gamba sinistra e infilandola in rete. Questa rete è annoverata tra i gol più belli della storia del calcio. Dopo 14 reti nella stagione 2002-2003, Zola decide di ritornare in Italia. Con il Chelsea gioca complessivamente per 7 stagioni e, in 312 presenze, realizza 80 reti.
Nell'ottobre 2004, un anno dopo aver concluso l'esperienza londinese, viene insignito del titolo di ufficiale onorario dell'Ordine dell'Impero Britannico.

#### Cagliari e ritiro (2003-2005)

Zola, capitano del Cagliari, esulta nel campionato 2003-2004

Nella stagione 2003-2004 Zola rientra in Italia per indossare la maglia del Cagliari, allora in Serie B.
Zola contribuisce alla promozione del Cagliari in Serie A e si appresta a disputare nel 2004-2005 la sua ultima stagione agonistica. Il suo ultimo incontro ufficiale è il 29 maggio 2005, Juventus-Cagliari 4-2, nel corso del quale segna le due reti della sua squadra. Al termine del campionato viene anche premiato con il Pallone d'argento come giocatore più corretto del campionato. Il 29 giugno 2005 Zola annuncia il suo ritiro dalle competizioni agonistiche.
Il Cagliari lo ha inserito nella sua Hall of fame. e nella Top 11 Rossoblù - I più forti di sempre, la formazione votata dai tifosi comprendente i migliori rossoblù di sempre.

#### Nazionale

Zola (accosciato, primo da destra) all'esordio in nazionale, il 13 novembre 1991

Zola esordisce in nazionale il 13 novembre 1991, a 25 anni, nella prima gara del commissario tecnico Arrigo Sacchi, la partita Italia-Norvegia (1-1) disputata a Genova e valida per le qualificazioni all'Europeo 1992.
È convocato per il campionato del mondo 1994, ma la sua esperienza nel torneo è breve: subentrato nella gara degli ottavi contro la Nigeria gioca appena 12 minuti e poi viene espulso dall'arbitro messicano Brizio Carter, a causa di un contestato contrasto di gioco ed è squalificato per due giornate.
Il 25 marzo 1995 mette a segno i suoi primi gol in nazionale, realizzando una doppietta nella gara valida per le qualificazioni europee contro l'Estonia (4-1) disputata a Salerno. Viene convocato per la fase finale del campionato d'Europa 1996, dove nella terza partita del girone, contro la Germania (0-0), fallisce un rigore decisivo per il passaggio ai quarti di finale e gli Azzurri vengono eliminati al primo turno.

Zola (accosciato, primo da destra) in una formazione azzurra del 1995

Confermato nel gruppo azzurro da Cesare Maldini, il 12 febbraio 1997 segna il gol che consente all'Italia di espugnare lo stadio di Wembley per la seconda volta nella propria storia, sconfiggendo l'Inghilterra in un incontro valido per le qualificazioni al campionato del mondo 1998. Tuttavia, non è convocato per la fase finale del torneo: Roberto Baggio ha infatti la meglio sul fantasista sardo e sugli altri giocatori in lizza per l'ultimo posto disponibile nel settore offensivo.
La sua ultima partita in nazionale è quella disputata a Roma l'11 ottobre 1997, nuovamente contro l'Inghilterra, e chiude la sua esperienza in azzurro con 35 presenze e 10 gol.
In occasione del Giubileo del 2000 viene convocato da parte del C.T. Giovanni Trapattoni in occasione dell'incontro benefico e non ufficiale tra la nazionale italiana e una selezione di calciatori stranieri militanti in Serie A, svolto a Roma il 29 ottobre 2000.

### Allenatore
Il 24 luglio 2006 diviene collaboratore tecnico della Nazionale Under-21 allenata da Pierluigi Casiraghi, suo ex compagno di squadra in nazionale e nel Chelsea, con la quale vince il Torneo di Tolone 2008 .

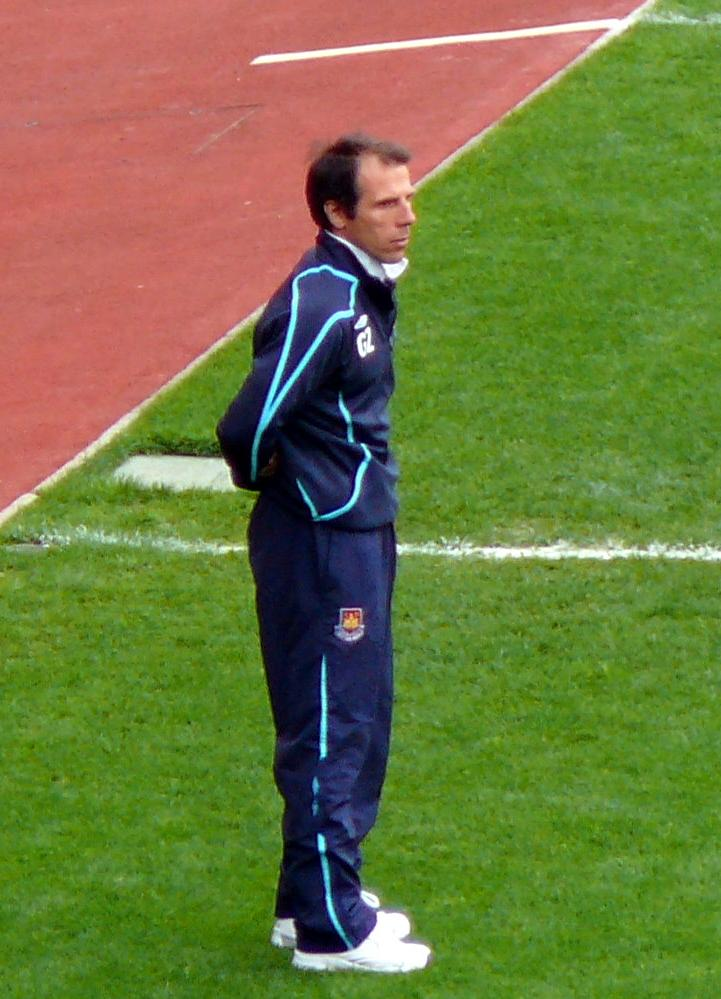
Zola tecnico del West Ham ad Upton Park nel 2009

Dopo due anni di esperienza con gli Azzurrini, l'11 settembre 2008 diviene allenatore del West Ham Utd. La sua prima stagione sulla panchina del club londinese si conclude con il nono posto in campionato; nella Coppa d’Inghilterra arriva al quinto turno, dove viene eliminato dal Middlesbrough e in Coppa di Lega inglese arriva ai sedicesimi di finale, dove viene eliminato dal Watford per 1-0. Il secondo anno viene eliminato al terzo turno della Coppa d’Inghilterra dall'Arsenal per 2-1 e nella Coppa di Lega inglese viene eliminato ai sedicesimi di finale dal Bolton per 3-1 dopo i tempi supplementari. L'11 maggio 2010 viene esonerato, malgrado ottenga la salvezza in campionato, ed è sostituito da Avraham Grant.
Diviene poi commissario tecnico della Nazionale Under-16.
Il 7 luglio 2012 firma un biennale con il Watford, appena rilevato da Giampaolo Pozzo e impegnato nella seconda serie inglese. Viene eliminato al secondo turno della Coppa di Lega inglese dal Bradford City per 2-1 e nella FA Cup 2012-2013 viene eliminato al terzo turno dal Manchester City per 3-0. In campionato si piazza al terzo posto, ottenendo l’accesso ai play-off, dove viene sconfitto in finale dal Crystal Palace per 1-0. Nella stagione successiva viene eliminato al terzo turno della Coppa di Lega inglese dal Norwich City per 3-2. Il 16 dicembre 2013 rassegna le dimissioni dopo cinque sconfitte consecutive e viene sostituito da Giuseppe Sannino.
Il 24 dicembre 2014 ritorna al Cagliari, dopo essere stato giocatore e capitano nove anni prima, in sostituzione dell'esonerato Zdeněk Zeman. Fa il suo esordio sulla panchina isolana il 6 gennaio 2015 in occasione della partita persa 5-0 contro il Palermo. La prima vittoria arriva una settimana dopo, battendo al Sant'Elia il Cesena per 2-1. Il 9 marzo 2015 viene esonerato dopo aver collezionato 2 vittorie, 2 pareggi e 7 sconfitte e con la squadra al terzultimo posto in classifica con 20 punti.
L'11 agosto firma con il club qatariota dell'Al-Arabi, con Pierluigi Casiraghi come vice. Viene eliminato al terzo turno della Emir of Qatar Cup dall'Al-Kharitiyath. Dopo aver portato la squadra all'8º posto in campionato, il 27 giugno 2016 viene esonerato.
Il 14 dicembre seguente diviene il nuovo allenatore del Birmingham City, legandosi alla squadra inglese per due anni e mezzo, ancora una volta seguito da Casiraghi, con Gabriele Cioffi come collaboratore tecnico. Viene eliminato al terzo turno nella Coppa d’Inghilterra dal Newcastle Utd. Il 17 aprile 2017, dopo la sconfitta interna per 2-0 contro il Burton Albion e con la squadra a tre punti dalla zona retrocessione, si dimette.
Il 18 luglio 2018 torna al Chelsea in qualità di vice allenatore di Maurizio Sarri, con cui vince l'Europa League 2018-2019 

### Dopo il ritiro
Dopo il ritiro da calciatore e le esperienze da allenatore diventa prima opinionista in diverse TV italiane e britanniche per gli incontri di Serie A, Premier League e di Champions League rispettivamente con Sky Sport, BT Sports e Amazon Prime Video, e in parallelo inizia la sua carriera da dirigente sportivo venendo eletto il 9 febbraio 2023, attraverso la vittoria del giornalista Matteo Marani, vicepresidente della Lega Italiana Calcio Professionistico, l'ente organizzatore del campionato di Serie C. Il 2 ottobre 2024, con la rielezione di Marani, viene confermato nel ruolo.

## Statistiche
Tra club e nazionale, Zola ha giocato globalmente 832 partite segnando 248 reti, alla media di 0,30 gol a partita.

### Presenze e reti nei club
| Stagione        | Squadra         | Campionato      | Campionato | Campionato | Coppe nazionali | Coppe nazionali | Coppe nazionali | Coppe continentali | Coppe continentali | Coppe continentali | Altre coppe | Altre coppe | Altre coppe | Totale | Totale |
| Stagione        | Squadra         | Comp            | Pres       | Reti       | Comp            | Pres            | Reti            | Comp               | Pres               | Reti               | Comp        | Pres        | Reti        | Pres   | Reti   |
| --------------- | --------------- | --------------- | ---------- | ---------- | --------------- | --------------- | --------------- | ------------------ | ------------------ | ------------------ | ----------- | ----------- | ----------- | ------ | ------ |
| 1984-1985       | Nuorese         | C2              | 4          | 0          | -               | -               | -               | -                  | -                  | -                  | -           | -           | -           | 4      | 0      |
| 1985-1986       | Nuorese         | Int             | 27         | 10         | -               | -               | -               | -                  | -                  | -                  | -           | -           | -           | 27     | 10     |
| Totale Nuorese  | Totale Nuorese  | Totale Nuorese  | 31         | 10         |                 | -               | -               |                    | -                  | -                  |             | -           | -           | 31     | 10     |
| 1986-1987       | Torres          | C2              | 30         | 8          | -               | -               | -               | -                  | -                  | -                  | -           | -           | -           | 30     | 8      |
| 1987-1988       | Torres          | C1              | 24         | 2          | CI-C            | -               | -               | -                  | -                  | -                  | -           | -           | -           | 24     | 2      |
| 1988-1989       | Torres          | C1              | 34         | 11         | CI-C            | -               | -               | -                  | -                  | -                  | -           | -           | -           | 34     | 11     |
| Totale Torres   | Totale Torres   | Totale Torres   | 88         | 21         |                 | -               | -               |                    | -                  | -                  |             | -           | -           | 88     | 21     |
| 1989-1990       | Napoli          | A               | 18         | 2          | CI              | 6               | 1               | CU                 | 2                  | 0                  | -           | -           | -           | 26     | 3      |
| 1990-1991       | Napoli          | A               | 20         | 6          | CI              | 7               | 0               | CC                 | 2                  | 0                  | SI          | 0           | 0           | 29     | 6      |
| 1991-1992       | Napoli          | A               | 34         | 12         | CI              | 4               | 1               | -                  | -                  | -                  | -           | -           | -           | 38     | 13     |
| 1992-1993       | Napoli          | A               | 33         | 12         | CI              | 6               | 2               | CU                 | 4                  | 0                  | -           | -           | -           | 43     | 14     |
| Totale Napoli   | Totale Napoli   | Totale Napoli   | 105        | 32         |                 | 23              | 4               |                    | 8                  | 0                  |             | 0           | 0           | 136    | 36     |
| 1993-1994       | Parma           | A               | 33         | 18         | CI              | 7               | 3               | CdC                | 9                  | 1                  | SU          | 2           | 0           | 51     | 22     |
| 1994-1995       | Parma           | A               | 32         | 19         | CI              | 7               | 4               | CU                 | 12                 | 5                  | -           | -           | -           | 51     | 28     |
| 1995-1996       | Parma           | A               | 29         | 10         | CI              | 1               | 0               | CdC                | 5                  | 2                  | SI          | 1           | 0           | 36     | 12     |
| lug.-nov. 1996  | Parma           | A               | 8          | 2          | CI              | 1               | 0               | CU                 | 2                  | 0                  | -           | -           | -           | 11     | 2      |
| Totale Parma    | Totale Parma    | Totale Parma    | 102        | 49         |                 | 16              | 7               |                    | 28                 | 8                  |             | 3           | 0           | 149    | 64     |
| nov. 1996-1997  | Chelsea         | PL              | 23         | 8          | FAC+CdL         | 7+0             | 4+0             | -                  | -                  | -                  | -           | -           | -           | 30     | 12     |
| 1997-1998       | Chelsea         | PL              | 27         | 8          | FAC+CdL         | 1+4             | 0+0             | CdC                | 8                  | 4                  | CS          | 1           | 0           | 41     | 12     |
| 1998-1999       | Chelsea         | PL              | 37         | 13         | FAC+CdL         | 6+0             | 1+0             | CdC                | 5                  | 1                  | SU          | 1           | 0           | 49     | 15     |
| 1999-2000       | Chelsea         | PL              | 33         | 4          | FAC+CdL         | 5+0             | 1+0             | UCL                | 15                 | 3                  | -           | -           | -           | 53     | 8      |
| 2000-2001       | Chelsea         | PL              | 36         | 9          | FAC+CdL         | 3+1             | 2+1             | CU                 | 2                  | 0                  | CS          | 1           | 0           | 43     | 12     |
| 2001-2002       | Chelsea         | PL              | 35         | 3          | FAC+CdL         | 6+5             | 1+0             | CU                 | 4                  | 1                  | -           | -           | -           | 50     | 5      |
| 2002-2003       | Chelsea         | PL              | 38         | 14         | FAC+CdL         | 3+3             | 2+0             | CU                 | 2                  | 0                  | -           | -           | -           | 46     | 16     |
| Totale Chelsea  | Totale Chelsea  | Totale Chelsea  | 229        | 59         |                 | 31+13           | 11+1            |                    | 36                 | 9                  |             | 3           | 0           | 312    | 80     |
| 2003-2004       | Cagliari        | B               | 43         | 13         | CI              | 1               | 1               | -                  | -                  | -                  | -           | -           | -           | 44     | 14     |
| 2004-2005       | Cagliari        | A               | 31         | 9          | CI              | 6               | 4               | -                  | -                  | -                  | -           | -           | -           | 37     | 13     |
| Totale Cagliari | Totale Cagliari | Totale Cagliari | 74         | 22         |                 | 7               | 5               |                    | -                  | -                  |             | -           | -           | 81     | 27     |
| Totale carriera | Totale carriera | Totale carriera | 629        | 193        |                 | 90              | 28              |                    | 72                 | 17                 |             | 6           | 0           | 797    | 238    |

### Cronologia presenze e reti in nazionale
| Cronologia completa delle presenze e delle reti in nazionale ― Italia | Cronologia completa delle presenze e delle reti in nazionale ― Italia | Cronologia completa delle presenze e delle reti in nazionale ― Italia | Cronologia completa delle presenze e delle reti in nazionale ― Italia | Cronologia completa delle presenze e delle reti in nazionale ― Italia | Cronologia completa delle presenze e delle reti in nazionale ― Italia | Cronologia completa delle presenze e delle reti in nazionale ― Italia | Cronologia completa delle presenze e delle reti in nazionale ― Italia |
| Data                                                                  | Città                                                                 | In casa                                                               | Risultato                                                             | Ospiti                                                                | Competizione                                                          | Reti                                                                  | Note                                                                  |
| --------------------------------------------------------------------- | --------------------------------------------------------------------- | --------------------------------------------------------------------- | --------------------------------------------------------------------- | --------------------------------------------------------------------- | --------------------------------------------------------------------- | --------------------------------------------------------------------- | --------------------------------------------------------------------- |
| 13-11-1991                                                            | Genova                                                                | Italia                                                                | 1 – 1                                                                 | Norvegia                                                              | Qual. Euro 1992                                                       | -                                                                     |                                                                       |
| 21-12-1991                                                            | Foggia                                                                | Italia                                                                | 2 – 0                                                                 | Cipro                                                                 | Qual. Euro 1992                                                       | -                                                                     |                                                                       |
| 19-2-1992                                                             | Cesena                                                                | Italia                                                                | 4 – 0                                                                 | San Marino                                                            | Amichevole                                                            | -                                                                     | 46’                                                                   |
| 13-10-1993                                                            | Roma                                                                  | Italia                                                                | 3 – 1                                                                 | Scozia                                                                | Qual. Mondiali 1994                                                   | -                                                                     | 90’                                                                   |
| 23-3-1994                                                             | Stoccarda                                                             | Germania                                                              | 2 – 1                                                                 | Italia                                                                | Amichevole                                                            | -                                                                     | 46’                                                                   |
| 27-5-1994                                                             | Parma                                                                 | Italia                                                                | 2 – 0                                                                 | Finlandia                                                             | Amichevole                                                            | -                                                                     | 46’                                                                   |
| 5-7-1994                                                              | Boston                                                                | Nigeria                                                               | 1 – 2 dts                                                             | Italia                                                                | Mondiali 1994 - Ottavi di finale                                      | -                                                                     | 63’ 75’                                                               |
| 7-9-1994                                                              | Maribor                                                               | Slovenia                                                              | 1 – 1                                                                 | Italia                                                                | Qual. Euro 1996                                                       | -                                                                     | 55’                                                                   |
| 8-10-1994                                                             | Tallinn                                                               | Estonia                                                               | 0 – 2                                                                 | Italia                                                                | Qual. Euro 1996                                                       | -                                                                     |                                                                       |
| 21-12-1994                                                            | Pescara                                                               | Italia                                                                | 3 – 1                                                                 | Turchia                                                               | Amichevole                                                            | -                                                                     | 85’                                                                   |
| 25-3-1995                                                             | Salerno                                                               | Italia                                                                | 4 – 1                                                                 | Estonia                                                               | Qual. Euro 1996                                                       | 2                                                                     |                                                                       |
| 29-3-1995                                                             | Kiev                                                                  | Ucraina                                                               | 0 – 2                                                                 | Italia                                                                | Qual. Euro 1996                                                       | 1                                                                     |                                                                       |
| 26-4-1995                                                             | Vilnius                                                               | Lituania                                                              | 0 – 1                                                                 | Italia                                                                | Qual. Euro 1996                                                       | 1                                                                     |                                                                       |
| 21-6-1995                                                             | Zurigo                                                                | Italia                                                                | 0 – 2                                                                 | Germania                                                              | Torneo del Centenario della Federazione Svizzera                      | -                                                                     | 65’                                                                   |
| 6-9-1995                                                              | Udine                                                                 | Italia                                                                | 1 – 0                                                                 | Slovenia                                                              | Qual. Euro 1996                                                       | -                                                                     | 32’ 60’                                                               |
| 8-10-1995                                                             | Spalato                                                               | Croazia                                                               | 1 – 1                                                                 | Italia                                                                | Qual. Euro 1996                                                       | -                                                                     | 9’                                                                    |
| 11-11-1995                                                            | Bari                                                                  | Italia                                                                | 3 – 1                                                                 | Ucraina                                                               | Qual. Euro 1996                                                       | -                                                                     | 65’                                                                   |
| 15-11-1995                                                            | Reggio Emilia                                                         | Italia                                                                | 4 – 0                                                                 | Lituania                                                              | Qual. Euro 1996                                                       | 3                                                                     | 46’ (gol contestato)                                                  |
| 24-1-1996                                                             | Terni                                                                 | Italia                                                                | 3 – 0                                                                 | Galles                                                                | Amichevole                                                            | -                                                                     |                                                                       |
| 29-5-1996                                                             | Cremona                                                               | Italia                                                                | 2 – 2                                                                 | Belgio                                                                | Amichevole                                                            | -                                                                     |                                                                       |
| 11-6-1996                                                             | Liverpool                                                             | Russia                                                                | 1 – 2                                                                 | Italia                                                                | Euro 1996 - 1º turno                                                  | -                                                                     |                                                                       |
| 14-6-1996                                                             | Liverpool                                                             | Rep. Ceca                                                             | 2 – 1                                                                 | Italia                                                                | Euro 1996 - 1º turno                                                  | -                                                                     | 77’                                                                   |
| 19-6-1996                                                             | Manchester                                                            | Germania                                                              | 0 – 0                                                                 | Italia                                                                | Euro 1996 - 1º turno                                                  | -                                                                     |                                                                       |
| 5-10-1996                                                             | Chișinău                                                              | Moldavia                                                              | 1 – 3                                                                 | Italia                                                                | Qual. Mondiali 1998                                                   | -                                                                     | 70’                                                                   |
| 9-10-1996                                                             | Perugia                                                               | Italia                                                                | 1 – 0                                                                 | Georgia                                                               | Qual. Mondiali 1998                                                   | -                                                                     | 17’                                                                   |
| 6-11-1996                                                             | Sarajevo                                                              | Bosnia ed Erzegovina                                                  | 2 – 1                                                                 | Italia                                                                | Amichevole                                                            | -                                                                     |                                                                       |
| 22-1-1997                                                             | Palermo                                                               | Italia                                                                | 2 – 0                                                                 | Irlanda del Nord                                                      | Amichevole                                                            | 1                                                                     | 62’ (gol contestato)                                                  |
| 12-2-1997                                                             | Londra                                                                | Inghilterra                                                           | 0 – 1                                                                 | Italia                                                                | Qual. Mondiali 1998                                                   | 1                                                                     | 90’                                                                   |
| 29-3-1997                                                             | Trieste                                                               | Italia                                                                | 3 – 0                                                                 | Moldavia                                                              | Qual. Mondiali 1998                                                   | 1                                                                     |                                                                       |
| 2-4-1997                                                              | Chorzów                                                               | Polonia                                                               | 0 – 0                                                                 | Italia                                                                | Qual. Mondiali 1998                                                   | -                                                                     |                                                                       |
| 30-4-1997                                                             | Napoli                                                                | Italia                                                                | 3 – 0                                                                 | Polonia                                                               | Qual. Mondiali 1998                                                   | -                                                                     | 51’                                                                   |
| 4-6-1997                                                              | Nantes                                                                | Italia                                                                | 0 – 2                                                                 | Inghilterra                                                           | Torneo di Francia                                                     | -                                                                     |                                                                       |
| 11-6-1997                                                             | Parigi                                                                | Francia                                                               | 2 – 2                                                                 | Italia                                                                | Torneo di Francia                                                     | -                                                                     | 55’                                                                   |
| 10-9-1997                                                             | Tbilisi                                                               | Georgia                                                               | 0 – 0                                                                 | Italia                                                                | Qual. Mondiali 1998                                                   | -                                                                     | 80’                                                                   |
| 11-10-1997                                                            | Roma                                                                  | Italia                                                                | 0 – 0                                                                 | Inghilterra                                                           | Qual. Mondiali 1998                                                   | -                                                                     | 64’                                                                   |
| Totale                                                                |                                                                       | Presenze (69º posto)                                                  | 35                                                                    |                                                                       | Reti (31º posto)                                                      | 10                                                                    |                                                                       |

### Statistiche da allenatore

#### Club
Statistiche aggiornate al 22 gennaio 2017.
| Stagione               | Squadra                | Campionato             | Campionato | Campionato | Campionato | Campionato | Coppe nazionali | Coppe nazionali | Coppe nazionali | Coppe nazionali | Coppe nazionali | Coppe continentali | Coppe continentali | Coppe continentali | Coppe continentali | Coppe continentali | Altre coppe | Altre coppe | Altre coppe | Altre coppe | Altre coppe | Totale | Totale | Totale | Totale | % Vittorie | Piazzamento  |
| Stagione               | Squadra                | Comp                   | G          | V          | N          | P          | Comp            | G               | V               | N               | P               | Comp               | G                  | V                  | N                  | P                  | Comp        | G           | V           | N           | P           | G      | V      | N      | P      | %          | Piazzamento  |
| ---------------------- | ---------------------- | ---------------------- | ---------- | ---------- | ---------- | ---------- | --------------- | --------------- | --------------- | --------------- | --------------- | ------------------ | ------------------ | ------------------ | ------------------ | ------------------ | ----------- | ----------- | ----------- | ----------- | ----------- | ------ | ------ | ------ | ------ | ---------- | ------------ |
| set. 2008-2009         | West Ham Utd           | PL                     | 35         | 12         | 9          | 14         | FACup+CdL       | 4+1             | 3+0             | 0+0             | 1+1             | -                  | -                  | -                  | -                  | -                  | -           | -           | -           | -           | -           | 40     | 15     | 9      | 16     | 37,50      | Sub. 9º      |
| 2009-2010              | West Ham Utd           | PL                     | 38         | 8          | 11         | 19         | FACup+CdL       | 1+2             | 0+1             | 0+0             | 1+1             | -                  | -                  | -                  | -                  | -                  | -           | -           | -           | -           | -           | 41     | 9      | 11     | 21     | 21,95      | 17º          |
| Totale West Ham United | Totale West Ham United | Totale West Ham United | 73         | 20         | 20         | 33         |                 | 8               | 4               | 1               | 4               |                    | -                  | -                  | -                  | -                  |             | -           | -           | -           | -           | 81     | 24     | 21     | 37     | 29,63      |              |
| 2012-2013              | Watford                | FLC                    | 46+3       | 23+1       | 8+0        | 15+2       | FACup+CdL       | 1+2             | 0+1             | 0+0             | 1+1             | -                  | -                  | -                  | -                  | -                  | -           | -           | -           | -           | -           | 52     | 25     | 8      | 19     | 48,08      | 3º           |
| ago.-dic. 2013         | Watford                | FLC                    | 20         | 6          | 7          | 7          | FACup+CdL       | 0+3             | 2               | 0               | 1               | -                  | -                  | -                  | -                  | -                  | -           | -           | -           | -           | -           | 23     | 8      | 7      | 8      | 34,78      | Eson.        |
| Totale Watford         | Totale Watford         | Totale Watford         | 66+3       | 29+1       | 15+0       | 22+2       |                 | 6               | 3               | 0               | 3               |                    | -                  | -                  | -                  | -                  |             | -           | -           | -           | -           | 75     | 33     | 15     | 27     | 44,00      |              |
| gen.-mar. 2015         | Cagliari               | A                      | 10         | 2          | 2          | 6          | CI              | 1               | 0               | 0               | 1               | -                  | -                  | -                  | -                  | -                  | -           | -           | -           | -           | -           | 11     | 2      | 2      | 7      | 18,18      | Sub., Eson.  |
| 2015-2016              | Al-Arabi               | QSL                    | 26         | 10         | 5          | 11         | QPC+EQC         | 0+1             | ?               | 0+1             | ?               | -                  | -                  | -                  | -                  | -                  | -           | -           | -           | -           | -           | 26     | 10     | 5      | 11     | 38,46      | 8º           |
| dic. 2016-apr. 2017    | Birmingham City        | FLC                    | 22         | 2          | 7          | 13         | FACup+CdL       | 2+0             | 0               | 1               | 1               | -                  | -                  | -                  | -                  | -                  | -           | -           | -           | -           | -           | 24     | 2      | 7      | 15     | &8,33      | Sub., Dimis. |
| Totale carriera        | Totale carriera        | Totale carriera        | 172        | 54         | 44         | 76         |                 | 17              | 7               | 2               | 9               |                    | -                  | -                  | -                  | -                  |             | -           | -           | -           | -           | 189    | 61     | 46     | 85     | 32,28      |              |

## Palmarès

### Giocatore

#### Club

##### Competizioni nazionali
- Campionato italiano: 1

Napoli: 1989-1990
- Supercoppa italiana: 1

Napoli: 1990
- Coppa d'Inghilterra: 2

Chelsea: 1996-1997, 1999-2000
- Coppa di Lega inglese: 1

Chelsea: 1997-1998
- Charity Shield: 1

Chelsea: 2000

##### Competizioni internazionali
- Supercoppa UEFA: 2

Parma: 1993
Chelsea: 1998
- Coppa UEFA: 1

Parma: 1994-1995
- Coppa delle Coppe: 1

Chelsea: 1997-1998

#### Individuale
- ESM Team of the Year: 1

1994-1995
- Giocatore dell'anno della FWA: 1

1997
- FA Premier League Player of the Month: 2

Dicembre 1996-1997, Marzo 2002-2003
- Pallone d'argento: 1

Serie A 2004-2005
- Premio Nazionale Carriera Esemplare "Gaetano Scirea"

2005
- Inserito nella British Hall of Fame

2006
- Premio internazionale Giacinto Facchetti

2010
- Inserito nella Hall of Fame del calcio italiano nella categoria Giocatore italiano

2022

## Riconoscimenti
- 2010 - Uomo per la pace